# State Farm Arena (Atlanta)
Cet article traite de l'amphithéâtre à Atlanta. Pour l'aréna à Hidalgo, voir State Farm Arena
La State Farm Arena (anciennement Philips Arena), surnommée The Highlight Factory, est une salle omnisports située dans le centre-ville d'Atlanta en Géorgie.
Depuis 1999, c'est le domicile des Hawks d'Atlanta de la National Basketball Association. Avant le déménagement de la franchise à Winnipeg, les Thrashers d'Atlanta, équipe de la Ligue nationale de hockey, y évoluaient également. En 2008, la Philips Arena devient l'enceinte du Dream d'Atlanta de la Women's National Basketball Association jusqu'en 2016 et la saison 2019. La salle fut également le terrain de jeu du Georgia Force de l'Arena Football League en 2002 puis de 2005 à 2007. Elle a une capacité de 18 729 places assises pour le basket-ball, 18 545 places assises pour le hockey sur glace et le football américain en salle, 21 000 pour les concerts et dispose de 92 suites privées, 9 Party/Rental Suites, 1 866 sièges de club et 4 345 places de parking.

## Histoire
Entre la fin des années 1980 et le début des années 1990, de nombreuses villes construisaient de nouvelles salles pour leurs franchises des ligues majeures (National Basketball Association, Ligue nationale de hockey), ou dans l'espoir d'en attirer une. Beaucoup de ces arènes étaient à la pointe de la technologie et disposaient d'équipements modernes et confortables pour les clients les plus riches, avec des suites de luxe et des sièges de club. En même temps cela permettait d'augmenter les revenus des équipes locataires. Ces équipements étaient plutôt rares dans les enceintes construites au début des années 1970, de ce fait les Hawks d'Atlanta (jouant dans le Omni Coliseum avec seulement 16 suites) furent mis dans une position concurrentielle désavantageuse.
Le riche Ted Turner désirait une équipe de la Ligue nationale de hockey à Atlanta, mais pour cela une nouvelle salle devait être édifiée. Le vétuste Omni se détériorait rapidement et l'élaboration d'une arène fut approuvée. Après examen de plusieurs sites possibles, il a été décidé que l'Omni serait démoli et que la nouvelle salle serait construite au même endroit à partir de 1997. Le cabinet architectural HOK Sport fut choisi pour la conception du bâtiment. L'arène se situe en plein centre de la ville d'Atlanta, au pied de la tour CNN qui a financé le projet même si Philips y apposa son nom moyennant 168 millions de dollars sur 20 ans. Sa particularité est de ne pas être ovale comme le sont la plupart des arènes. Il l'est en fait aux trois quarts, un côté se distinguant par trois balcons réservés aux loges et aux places VIP. La Philips Arena a donc le mérite d'être originale du point de vue de l'architecture.
Le 2 février 1999, Turner Broadcasting System annonça une alliance stratégique avec Philips. De ce fait, Philips a obtenu les droits de naming de l'arène.
Au coût de 213,5 millions de dollars, la Philips Arena est enfin inaugurée le 18 septembre 1999. Ce jour-là, les Thrashers d'Atlanta affrontent les Rangers de New York lors d'un match amical de hockey sur glace.
La salle organise plus de 200 événements par an dont de nombreux combats de catch WWE et des concerts (21 000 places). Depuis son ouverture en septembre 1999 le bâtiment a reçu plus de 11 millions de visiteurs. La Philips Arena aurait normalement dû organiser le tournoi féminin de basket-ball de la Southeastern Conference de 2005. Cependant, quand la Ligue nationale de hockey a annoncé en 2004 que le Match des étoiles (programmé pour février 2005) se passerait à Atlanta, les dirigeants de l'arène ont retiré le tournoi de basket-ball, qui eut finalement lieu au Bi-Lo Center de Greenville (Caroline du Sud). Le Match des étoiles de la Ligue nationale de hockey de février 2005 fut lui aussi annulé en raison du lockout de la ligue (grève des joueurs).
Le 14 mars 2008, une tornade de force EF2 a frappé la ville d'Atlanta. La Philips Arena n'a reçu que des dommages extérieurs mineurs.
Au cours des matchs de hockey des Thrashers dans cet amphithéâtre, la moyenne d'assistance au Philips Arena était catastrophique[non neutre] car chaque match attire environ 13 000 spectateurs pendant une décennie, il s'agit d'une des pires moyennes d'assistances de l'histoire de la Ligue nationale de hockey.[réf. nécessaire]
Le hockey à Atlanta n'est pas très populaire auprès des amateurs de sports de la ville, l'équipe qui connaît des problèmes financiers majeurs, ce qui a poussé les actionnaires de la franchise à vendre les Thrashers au groupe Truth North et de les transférer à Winnipeg pour devenir les Jets à la fin de la saison 2010-2011.
Le 29 août 2018, l'aréna est renommé State Farm Arena.

### Rénovations
Le State Farm Arena subit des travaux de rénovations majeurs pour reconfigurer les gradins de la salle : le mur des suites de luxes sera remplacé par des estrades au niveau supérieur et les loges seront déplacées pour encercler les gradins comme les autres amphithéâtres modernes. Le tableau d'affichage central, qui existe depuis l'inauguration de l'aréna en 1998, sera remplacé par un nouveau tableau, plus grand et plus moderne. Les travaux ont débuté en juin 2017 et s’achèveront en milieu d'année 2019. Le coût des travaux est évalué à 250 millions de dollars.

## Évènements
- Concert de U2 (Elevation Tour), 30 mars 2001
- Concerts de Madonna (Drowned World Tour), 19 et 20 août 2001
- WWE Royal Rumble (2002), 20 janvier 2002
- NBA All-Star Game 2003, 9 février 2003
- State Farm U.S. Figure Skating Championships, 3-11 janvier 2004
- Concerts de Madonna (Re-Invention Tour), 24 et 25 juillet 2004
- WWE Backlash, 29 avril 2007
- 56e Match des étoiles de la Ligue nationale de hockey, 27 janvier 2008
- Concert de Coldplay (Viva la Vida Tour), 5 et 11 novembre 2008
- Concert de Madonna (Sticky and Sweet Tour), 24 novembre 2008
- Concert de Céline Dion (Taking Chances Tour), 17 janvier 2009
- Concert de Bruce Springsteen (Working On A Dream Tour), 26 avril 2009
- WWE Royal Rumble (2010), 31 janvier 2010
- WWE Hall Of Fame 2011
- WWE Hell in a Cell (2012), 26 octobre 2012
- Concert de Madonna (The MDNA Tour), 17 novembre 2012
- Concerts de Lady Gaga : (The Born This Way Ball Tour) le 11 mars 2013, (artRAVE : The ARTPOP Ball) le 6 mai 2014 et (Joanne World Tour) le 28 novembre 2017
- Concert de Taylor Swift dans le cadre de son Red Tour, 18 et 19 avril 2013
- Concert de Demi Lovato (The Neon Lights Tour), 21 février 2014
- WWE Survivor Series 2015
- Concert de Madonna (Rebel Heart Tour), 20 janvier 2016
- Concert de Demi Lovato et Nick Jonas (Future Now Tour), 29 juin 2016
- WWE Day 1, 1er janvier 2022
- Concert de Madonna (The Celebration Tour), 1er avril 2024
- WWE Bad Blood (2024), 5 octobre 2024

## Galerie

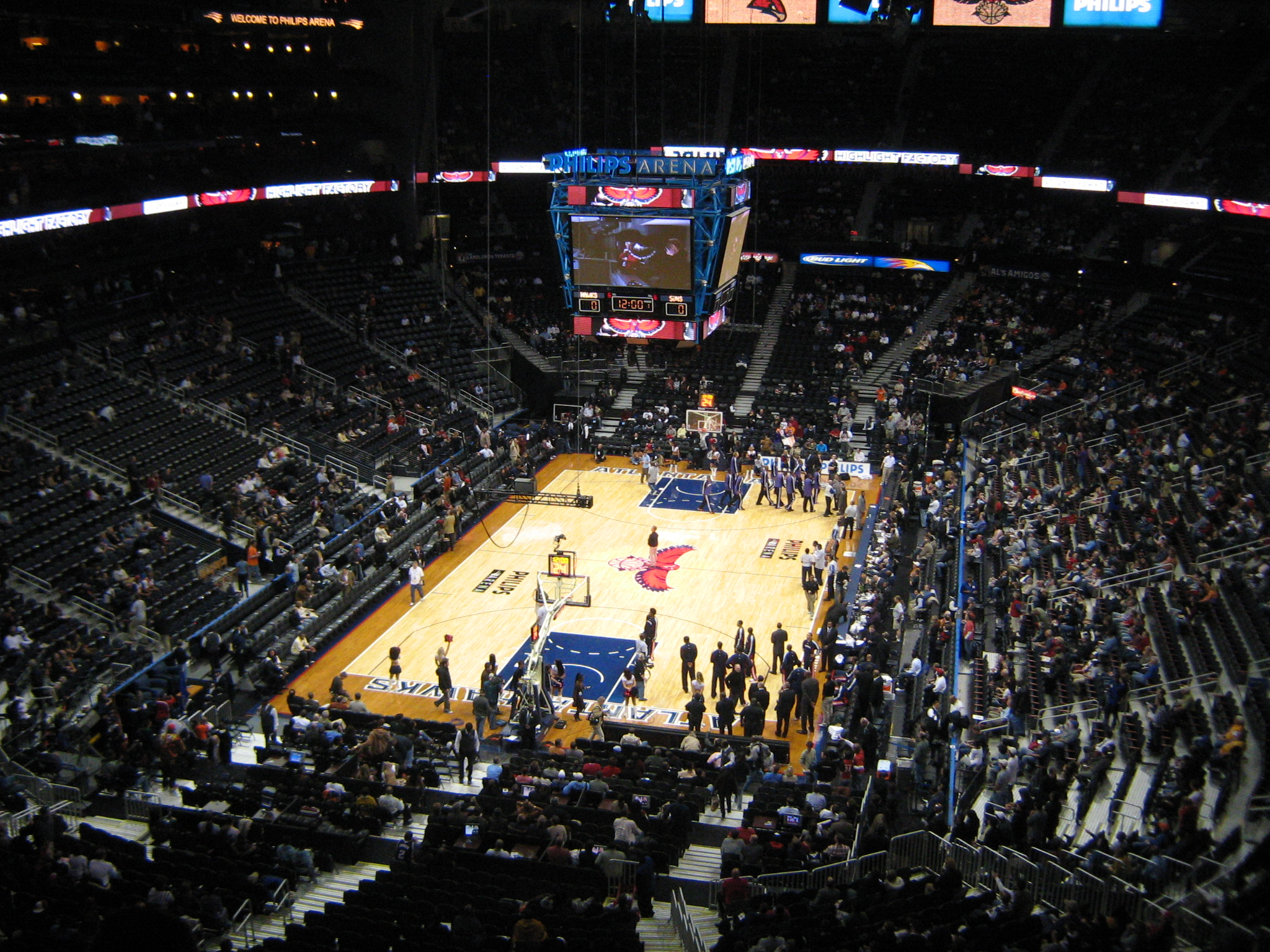
Match de basket-ball
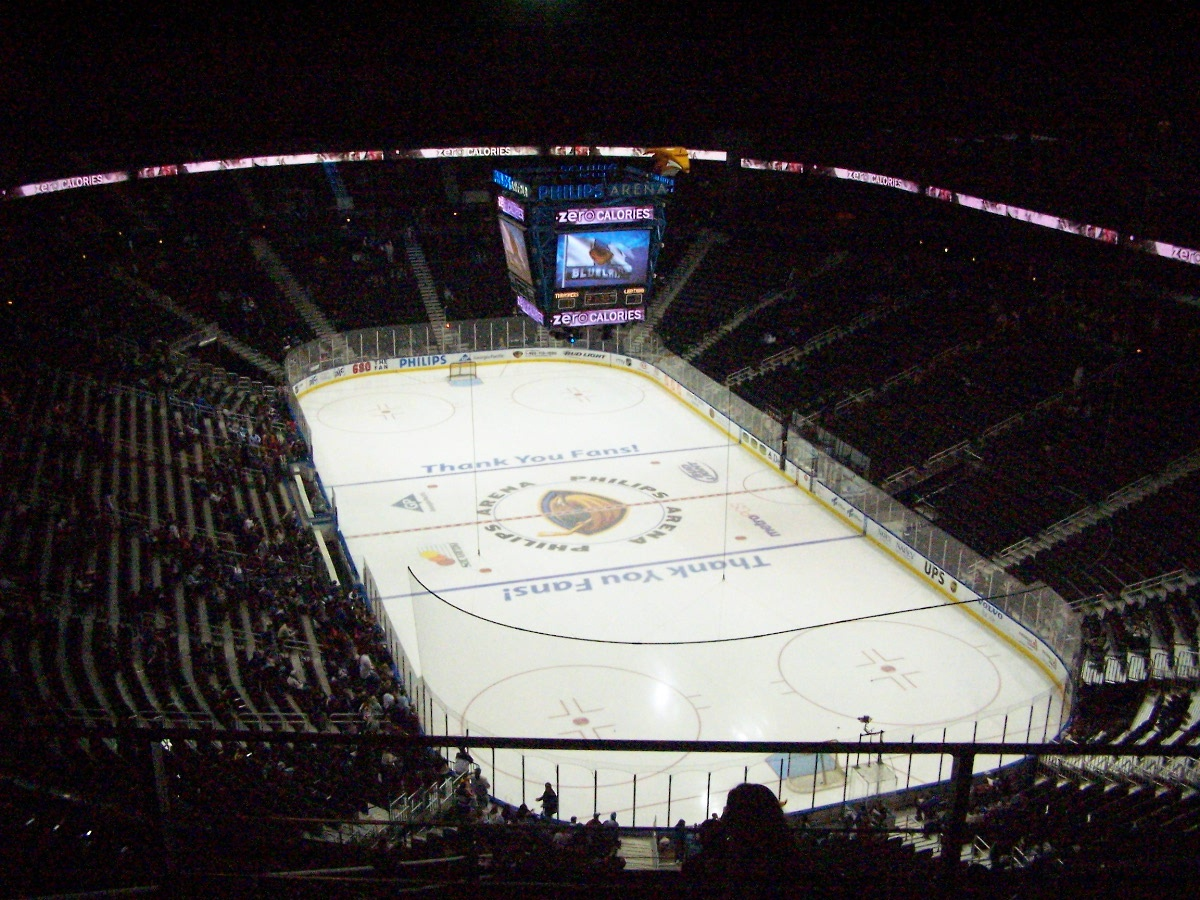
Patinoire
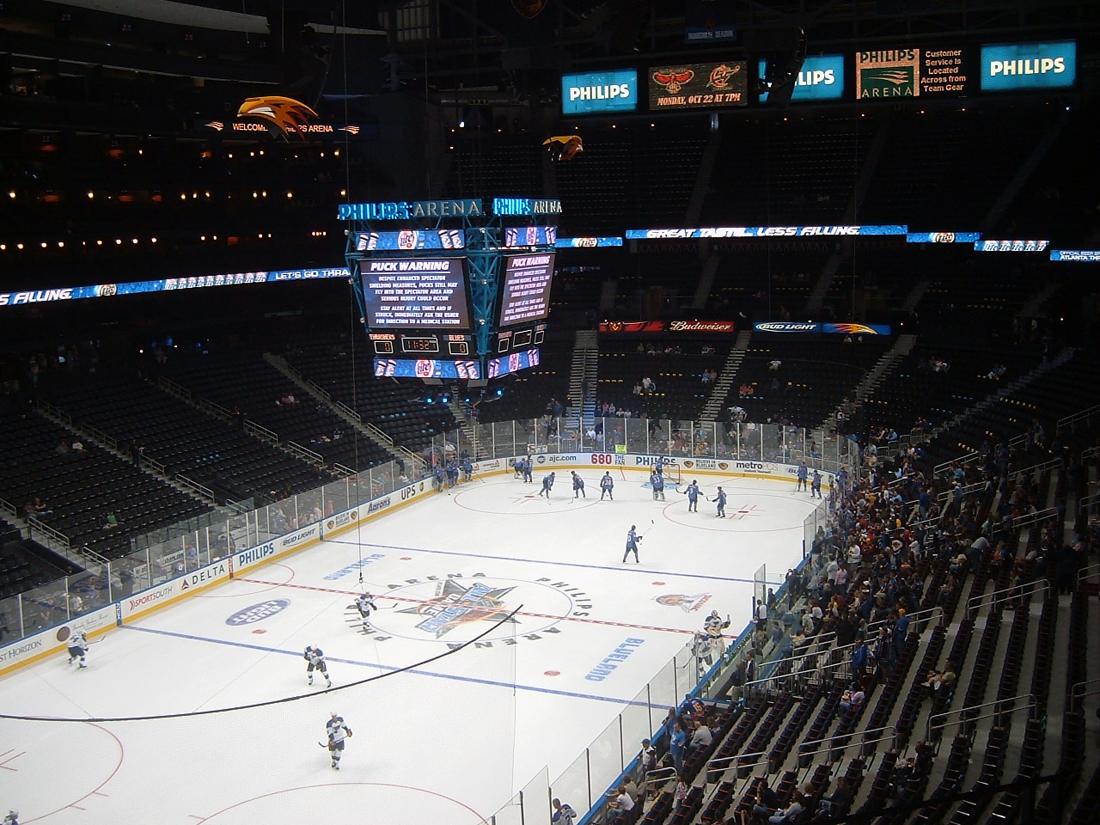
Partie de hockey
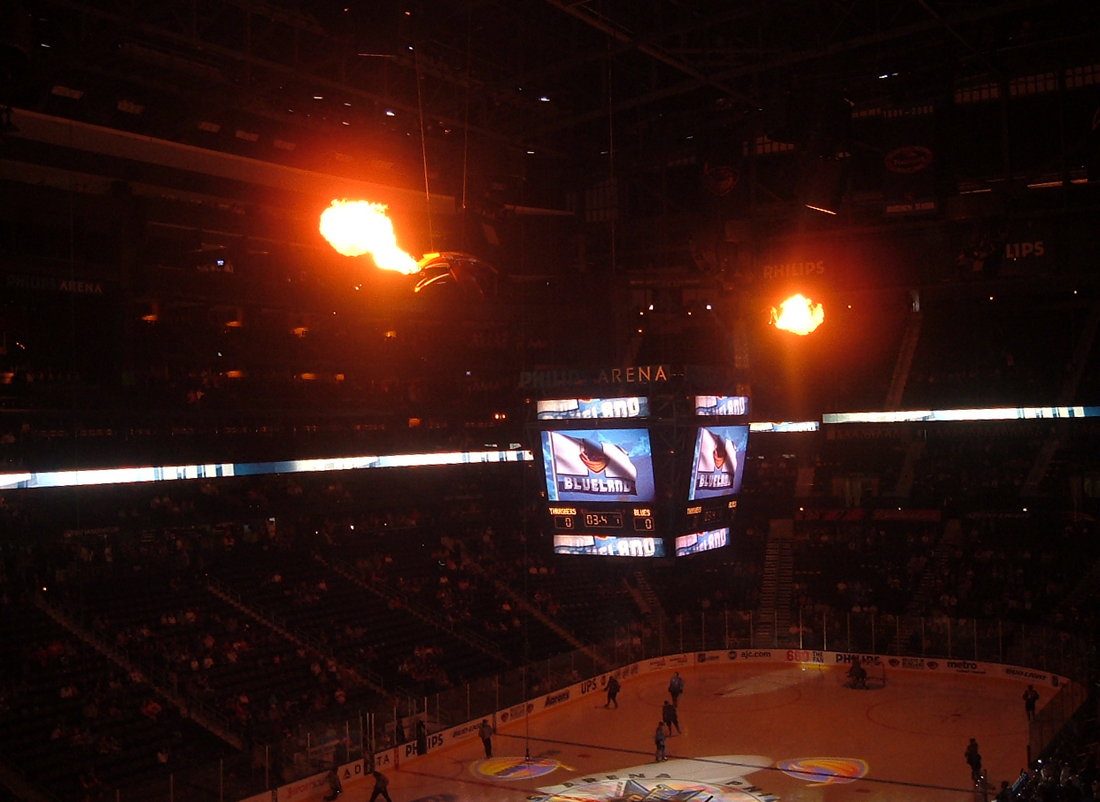
Animations
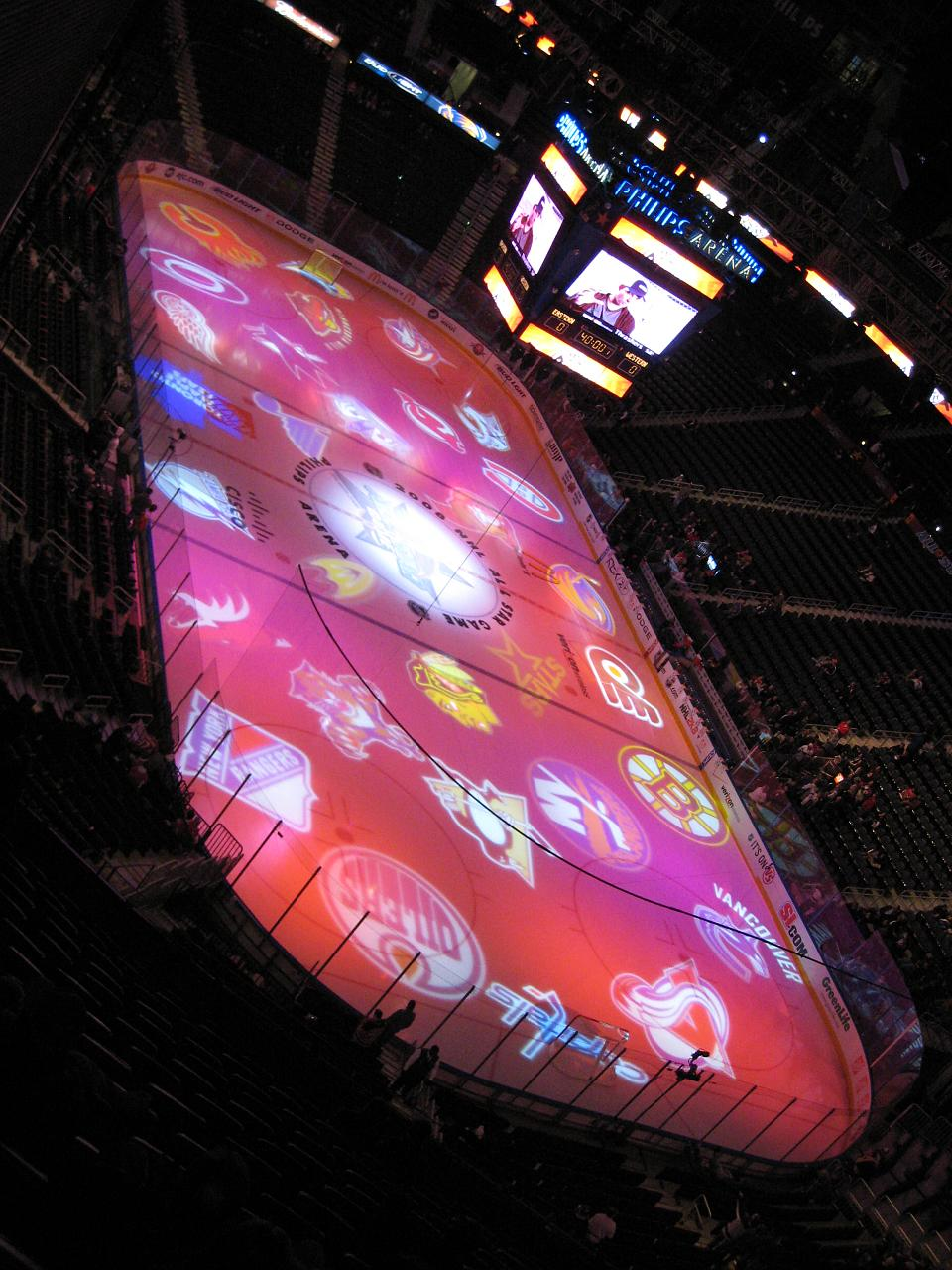
Avant le Match des étoiles
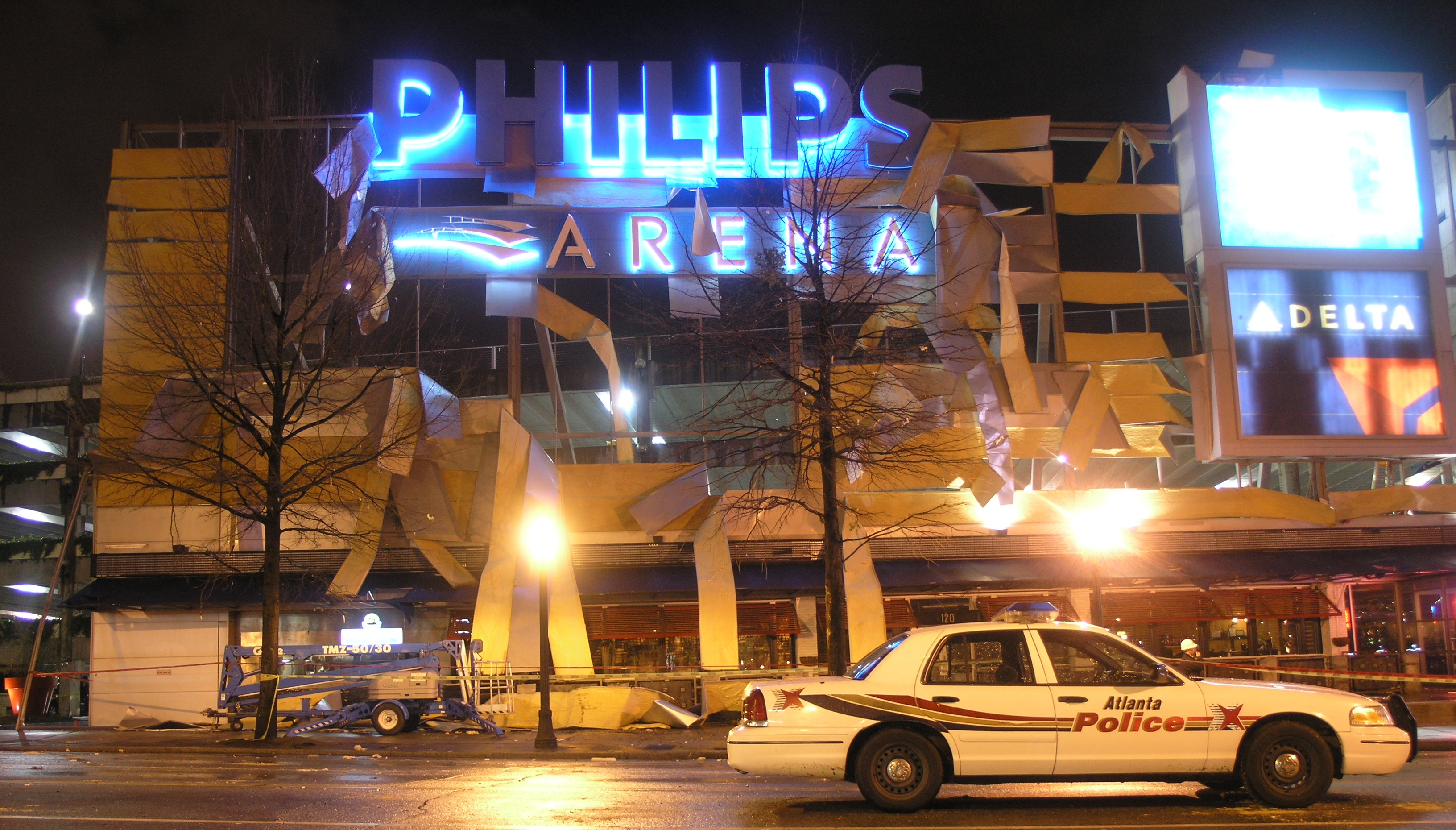
Dégâts après la tempête
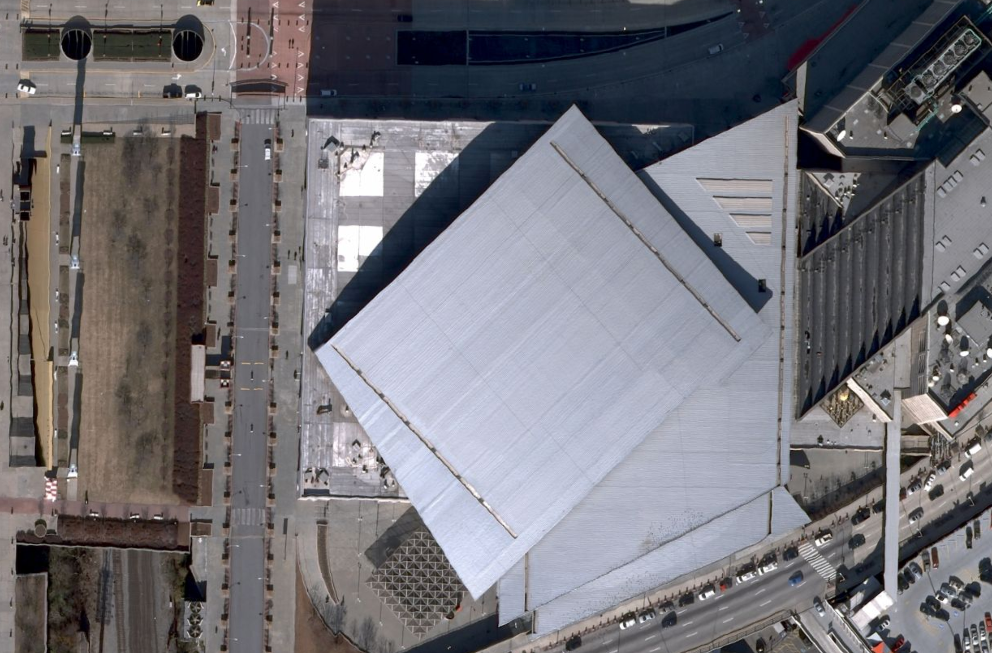
Image satellite